# Bambusa horsfieldii
Bambusa horsfieldii är en gräsart som beskrevs av William Munro. Bambusa horsfieldii ingår i släktet Bambusa och familjen gräs. Inga underarter finns listade i Catalogue of Life.